# Fil·lòpodes
Els fil·lòpodes (Phyllopoda) són una subclasse de crustacis de la classe de branquiòpodes. Inclou les populars tortuguetes i les puces d'aigua.

## Taxonomia
La subclasse Phyllopoda està dividida en dos ordres:
- Ordre Diplostraca Gerstaecker, 1866
- Ordre Notostraca G. O. Sars, 1867